# Christoph Weiditz

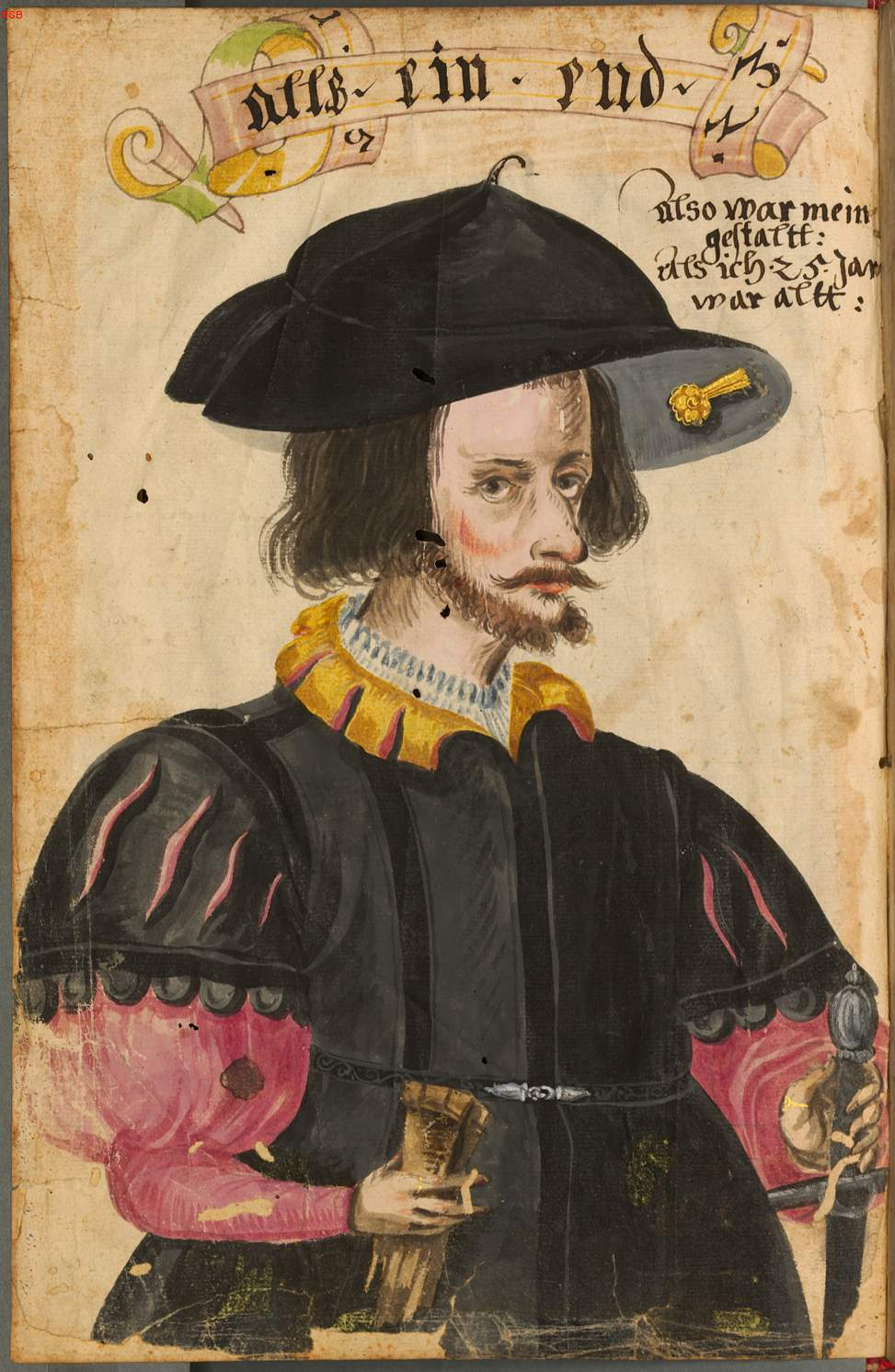
Zelfportret als 25-jarige (ca. 1523)

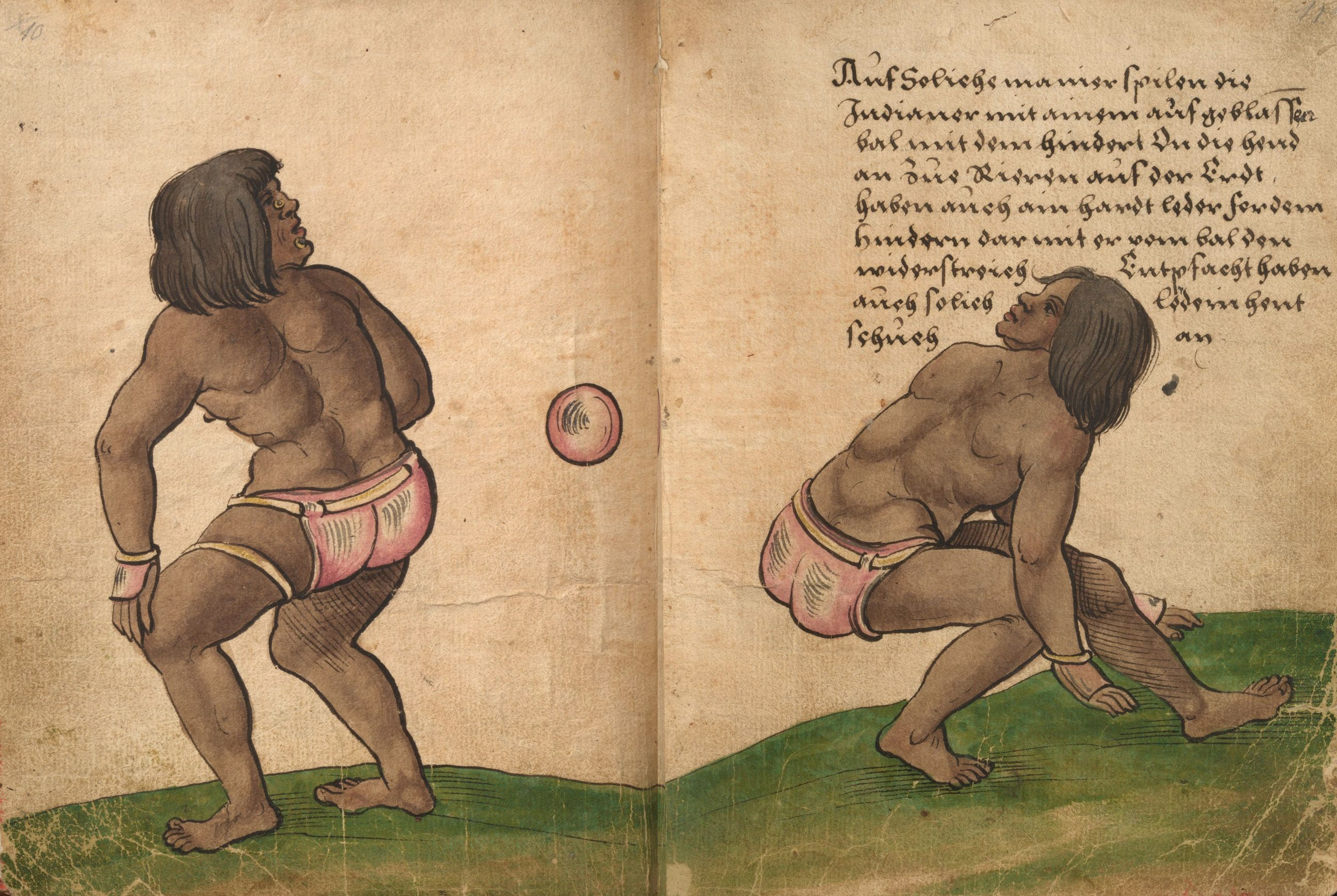
Afbeelding uit het Trachtenbuch: Azteekse balspelers met hun opgeblazen bal en leren achterwerkbescherming

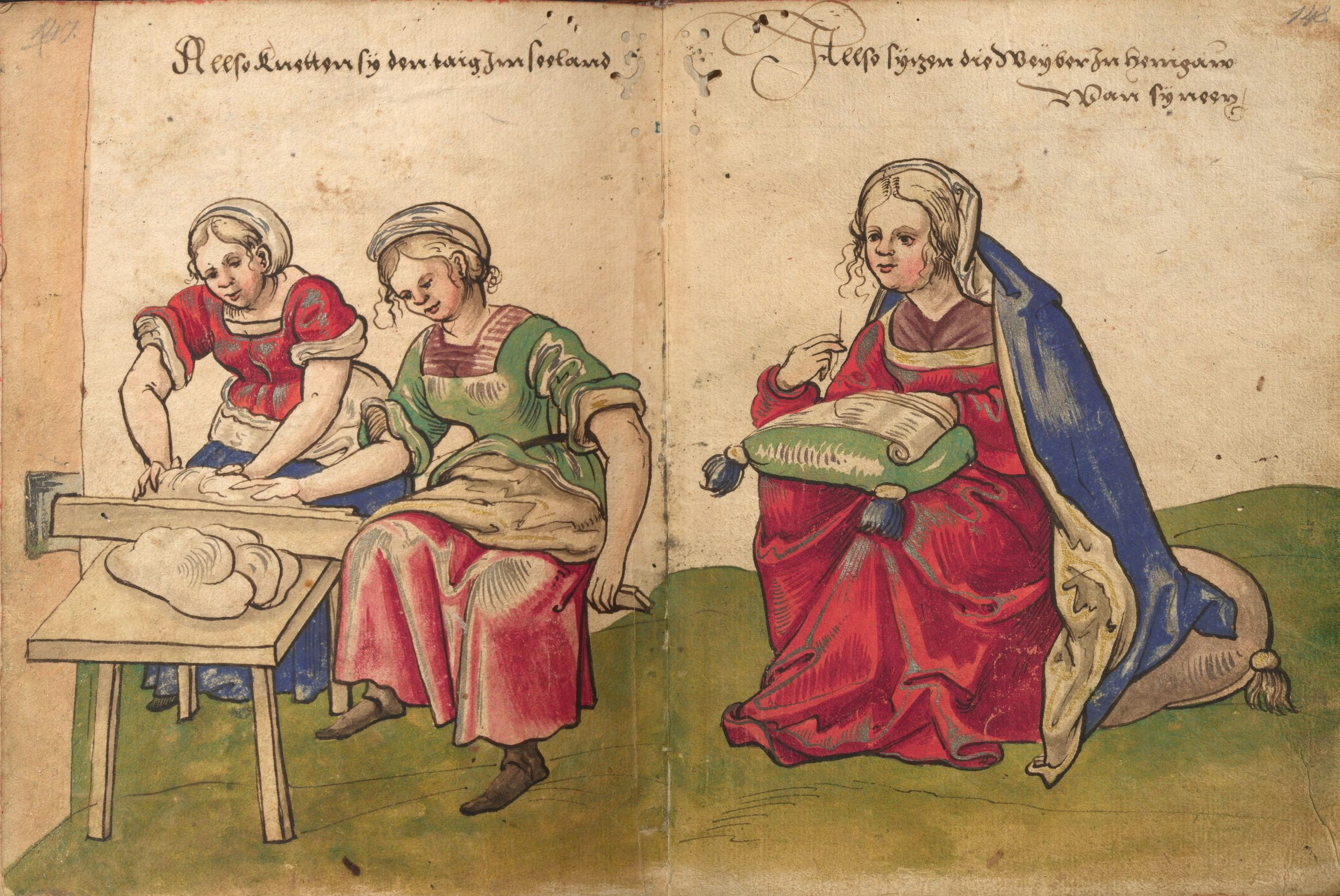
Afbeelding uit het Trachtenbuch: hoe vrouwen in Zeeland deeg kneden (links) en in Henegouwen naaien (rechts)

Christoph Weiditz (Straatsburg, ca. 1500 – Augsburg, 1559) was een Duits medailleur, beeldhouwer en schilder. Tijdens de renaissance stond hij vooral bekend om zijn portretmedailles. In zijn beroemde 'Trachtenbuch', gebaseerd op reizen door Europa in de periode 1529-1532, gaf hij de klederdracht en de etnografische bijzonderheden van diverse bevolkingsgroepen weer, waaronder de Azteken die hij ontmoette aan het hof van keizer Karel V.

## Leven
Weiditz werd geboren in Straatsburg, of misschien in Freiburg im Breisgau. Zijn vader was de Straatburgse kunstenaar Johann Weiditz en in die stad sloeg hij zijn eerste medailles. In 1526 vinden we hem in Augsburg. Op enkele jaren tijd produceerde hij er een twintigtal portretmedaillons van vooraanstaande personen. Hij sculpteerde ze in buxushout en goot ze dan in metaal.
Begin 1529 reisde Weiditz met de jonge harnassmid Desiderius Kolman Helmschmied (1513-1579) naar het hof van keizer Karel V, dat zich toen ophield in Toledo of Valladolid en dat werd vermaakt door de conquistador Hernan Cortés, die een veertigtal Azteken had meegebracht. Onder hen waren een zoon en een neef van Motecuhzoma II, alsook twaalf jongleerders, atleten en balspelers. Weiditz legde zijn indrukken vast in schetsen, niet alleen van de Azteken maar ook van Spaanse bevolkingsgroepen in hun typische klederdracht. In de lente volgde het duo de keizer naar Zaragoza en Barcelona.
Weiditz volgde Karel V in 1530 ook naar Italië. Op 7 november 1530 bekwam hij een keizerlijk privilege. Na een onderbreking in Augsburg maakte hij in 1531-1532 een tweede reis naar de Nederlanden, tenzij deze te situeren is vóór zijn Spaanse verblijf. Hij maakte in elk geval tekeningen van Friezen, Hollanders, Zeelanders, Henegouwers en Vlamingen.
Terug in Augsburg trouwde Weiditz in 1533 met Regina Forster, zus van de kunstenaar Joachim Forster. Ondanks of door zijn privilege had hij te kampen met het gilde van de goudsmeden, dat de kwaliteit van zijn zilver niet wilde certifiëren, hem een leertijd van vier jaar probeerde op te leggen en de competentie van zijn leerlingen en gezellen betwistte. Maar Weiditz genoot de bescherming van het stadsbestuur. Hij illustreerde in 1550 een boek over de patriciërs van Augsburg, kocht er in 1552 een huis, en overleed er in 1559.

## Kostuumboek
Intrigerend is het zogenaamde Trachtenbuch of kostuumboek dat Weiditz naliet. Het bevat quasi-etnografische afbeeldingen van bevolkingsgroepen uit Spanje, Zuid-Frankrijk, de Nederlanden en elders, weergegeven in waterverf opgehoogd met zilver en goud. De kunstenaar toonde momenten uit het dagelijks leven en uit alle bevolkingslagen, van de adel tot galeislaven. Vermoed wordt dat het Trachtenbuch te afgewerkt is om op reis te zijn gemaakt en dat het na zijn terugkeer is geproduceerd op basis van schetsen. Het is zelfs verdedigd dat het overgeleverde boek niet autograaf is en dat iemand anders dus zijn veronderstelde schetsen zou hebben gebruikt. De aquarellen zijn geen zuivere observaties, maar gaan deels ook terug op oudere afbeeldingen. Niettemin zijn ze een uitzonderlijke bron van visuele informatie, die door tal van latere kunstenaars is gebruikt. Ook wordt gespeculeerd dat bepaald werk van Sigmund Heldt en Enea Vico zou teruggaan op verloren schetsen van Weiditz.